# Holopycnia celebesiaca
Holopycnia celebesiaca är en skalbaggsart som beskrevs av Brenske 1896. Holopycnia celebesiaca ingår i släktet Holopycnia och familjen Melolonthidae. Inga underarter finns listade i Catalogue of Life.